# 诺伊芬
诺伊芬（德語：Neuffen，發音：[ˈnɔʏfn̩] ⓘ）是德国巴登-符腾堡州斯图加特行政区埃斯林根县的城市，面积17.43平方千米，2023年12月31日人口为6,396人。